# Edward Lewis French
Edward Lewis French (* 1982) ist ein britischer Schauspieler und Synchronsprecher.

## Leben
French wurde 1982 geboren. Er debütierte 2007 in einer Episode der Fernsehserie Skins – Hautnah als Schauspieler. 2010 gab er sein Spielfilmdebüt in Jhootha Hi Sahi. Nach Mitwirkungen in mehreren Kurzfilmproduktionen hatte er Nebenrollen 2012 in den Filmproduktionen Anna Karenina und Les Misérables inne. 2014 spielte er mit der Rolle des Prinzen Jayson eine größere Rolle im Fantasyhorrorfilm The Legend of Sleeping Beauty – Dornröschen. Im Folgejahr wirkte er in einer kleineren Rolle im Film Cinderella mit. 2016 stellte er in der Fernsehserie Actors Untitled in drei Episoden die Rolle des Glen dar. 2020 war er als Tänzer in der Spielfilmproduktion Artemis Fowl zu sehen. Ebenfalls als Tänzer war er zwei Jahre später in Tod auf dem Nil zu sehen. 2023 spielte er unter anderen in fünf Episoden der Fernsehserie Max vs. the Metaverse die Rolle des Ted, in der Fernsehdokuserie Liberty or Death: Boston Tea Party in vier Episoden die Rolle des Admiral Montagu und hatte Besetzungen in den Spielfilmen The Royal Bake Off, A Perfect Christmas Pairing und A Christmas Frequency.
Als Theaterschauspieler war French unter anderen im Stück Ein Sommernachtstraum zu sehen. Außerdem ist er auch als Sprecher und Synchronsprecher zu hören, unter anderen im Computerspiel The Legend of Zelda: Breath of the Wild oder in einem Radiowerbespot für SAP Concur.

## Filmografie (Auswahl)
- 2007: Skins – Hautnah (Skins UK, Fernsehserie, Episode 1x09)
- 2010: Gemini Rising (Kurzfilm)
- 2010: Jhootha Hi Sahi
- 2010: Crossed Words (Kurzfilm)
- 2011: The Force That Through the Green Fire Fuels the Flower (Kurzfilm)
- 2011: The Clown (Kurzfilm)
- 2012: Tezz
- 2012: Café (Kurzfilm)
- 2012: Anna Karenina
- 2012: Les Misérables
- 2013: Mein peinlicher Sex-Unfall (Sex Sent Me to the ER, Fernsehdokuserie, 1 Episode)
- 2014: The Legend of Sleeping Beauty – Dornröschen (Sleeping Beauty)
- 2014: CollegeHumor Originals (Fernsehserie, 1 Episode)
- 2015: Cinderella
- 2015: Promise Dad
- 2015: The Scapegoat
- 2015: Pads (Fernsehserie, Episode 1x06)
- 2016: Actors Untitled (Fernsehserie, 3 Episoden)
- 2016: Life on Mars (Fernsehfilm)
- 2017: My Crazy Sex (Fernsehserie, Episode 1x10)
- 2019: Ish Hashuv Meod (Fernsehserie, Episode 2x04)
- 2020: Artemis Fowl
- 2022: Titans: The Rise of Wall Street (Fernsehserie, Episode 1x04)
- 2022: Tod auf dem Nil (Death on the Nile)
- 2022: American Dynasty (Fernsehdokuserie, Episode 1x02)
- 2023: Max vs. the Metaverse (Fernsehserie, 5 Episoden)
- 2023: The Royal Bake Off (Fernsehfilm)
- 2023: A Perfect Christmas Pairing
- 2023: A Christmas Frequency
- 2023: Liberty or Death: Boston Tea Party (Fernsehdokuserie, 4 Episoden)

## Theater (Auswahl)
- 2008: Bent, Regie: Andrew Keates
- 2012: Ein Sommernachtstraum (A Midsommer nights dreame), Regie: John Riseboro
- 2014: The Tailor made Man, Regie: Claudio Macor
- 2014: Finding Neverland, Regie: Rob Ashford
- 2017: The Secret Garden, Regie: Will Tuckett
- 2017: Red Velvet, Regie: Eric Davies
- 2019: Illuminati Lizards, Regie: Joey Murray, 42nd St Theater. Nyc

## Synchronisationen (Auswahl)
- 2017: The Legend of Zelda: Breath of the Wild (Computerspiel)
- 2018: Phenoms (Fernsehdokuserie, Episode 1x15; Erzähler)